# ヴィットーリオ・アメデーオ1世
ヴィットーリオ・アメデーオ1世・ディ・サヴォイア（Vittorio Amedeo I di Savoia, 1587年5月8日 - 1637年10月7日）は、サヴォイア公、サルッツォ侯、ピエモンテ公、アオスタ伯、モーリエンヌ伯、ニース伯、キプロス王、エルサレム王（在位：1630年 - 1637年）。カルロ・エマヌエーレ1世の子。フランス語名ヴィクトル・アメデ1世・ド・サヴォワ（Victor Amédée Ier de Savoie）。
フランス王アンリ4世の娘（ルイ13世の妹）マリーア・クリスティーナ（1606年 - 1663年）と結婚した。マリーア・クリスティーナは夫の死後、1663年まで公国の摂政を務めた。2人の子供は以下のとおりである。
1. ルイージ・アメデーオ（Luigi Amedeo, 1622年 - 1628年）
2. フランチェスコ・ジャチント（Francesco Giacinto, 1632年 - 1638年） - サヴォイア公
3. カルロ・エマヌエーレ2世（Carlo Emanuele II, 1634年 - 1675年） - サヴォイア公
4. ルイーザ・クリスティーナ（Luisa Cristina, 1629年 - 1692年）
5. マルゲリータ・ヨランダ（Margherita Iolanda, 1635年 - 1663年） - ラヌッチョ2世・ファルネーゼと結婚。
6. アデライデ・エンリエッタ（Adelaide Henrietta, 1636年 - 1676年）
7. カテリーナ・ベアトリーチェ（Caterina Beatrice, 1636年 - 1637年）